# Versailles (nummer)
Versailles is het enige bekende nummer van White Soxx. Het werd in 1980 uitgegeven als single; het verscheen niet op een album. Versailles gaat over een wonderbaarlijke gebeurtenis in het Kasteel van Versailles in 1901, alwaar twee toeristen een flashback beleefden naar de tijd van Koning Lodewijk de Veertiende. Ze keken naar een schilderij en ontdekten zo een geheime toegang tot het verleden.
De A-kant van de single had de korte versie, de B-kant de uiteindelijke versie van 8 minuten. Het nummer is van de Franse synthesizerspecialist Frédéric Mercier dat is bewerkt door David Fairstein (Fabrice Cuidad). Het koor bestond ook maar uit 1 man, Mercier.
De single volgde op het album Music from France de Frédéric Mercier en homage a l’equipe ligier en Pacific met typische jaren 80 synthesizermuziek. Frédéric Mercier leek makkelijk te verwisselen met Freddie Mercury, de muziek niet zo. De muziek was net zo snel vergeten als bekend geraakt. Desondanks was het nummer jarenlang een redelijk stabiele factor in de jaarlijkse Top 2000 van NPO Radio 2, totdat het in 2015 uit de lijst verdween.
De single van Ultravox over die andere historische stad Wenen had daarna meer succes.

## Lijsten

### Nederlandse Top 40
Het haalde alleen plaats 2 in de tipparade in de Nederlandse top 40.

### NederlandseSingle Top 100
| Hitnotering: 29-08-1980 t/m 2-10-1980 | Hitnotering: 29-08-1980 t/m 2-10-1980 | Hitnotering: 29-08-1980 t/m 2-10-1980 | Hitnotering: 29-08-1980 t/m 2-10-1980 | Hitnotering: 29-08-1980 t/m 2-10-1980 | Hitnotering: 29-08-1980 t/m 2-10-1980 | Hitnotering: 29-08-1980 t/m 2-10-1980 | Hitnotering: 29-08-1980 t/m 2-10-1980 |
| Week:                                 | 1                                     | 2                                     | 3                                     |                                       | 4                                     |                                       |                                       |
| ------------------------------------- | ------------------------------------- | ------------------------------------- | ------------------------------------- | ------------------------------------- | ------------------------------------- | ------------------------------------- | ------------------------------------- |
| Positie:                              | 28                                    | 46                                    | 35                                    | uit                                   | 43                                    | uit                                   |                                       |

### NPO Radio 2 Top 2000
| Nummer met noteringen in de NPO Radio 2 Top 2000 | '00  | '01 | '02 | '03 | '04 | '05 | '06  | '07  | '08 | '09  | '10  | '11  | '12  | '13  | '14  |
| ------------------------------------------------ | ---- | --- | --- | --- | --- | --- | ---- | ---- | --- | ---- | ---- | ---- | ---- | ---- | ---- |
| Versailles                                       | 1196 | 766 | 736 | 713 | 858 | 873 | 1187 | 1005 | 932 | 1337 | 1311 | 1536 | 1314 | 1439 | 1558 |

1. ↑  Een vetgedrukt getal geeft de hoogste notering aan.
2. ↑  2000 was het eerste jaar met een notering voor dit nummer.
3. ↑  Deze tabel is bijgewerkt tot en met de laatste editie (2024).